# Lunay (cantor)
Jefnier Osorio Moreno (Corozal, 4 de outubro de 2000), mais conhecido pelo seu nome artístico Lunay, é um cantor, rapper e compositor porto-riquenho. Lunay alcançou a fama na cena latina e reggaeton com as músicas "A Solas", "Luz Apaga", "Soltera" e "Soltera (Remix)". Em 25 de outubro de 2019, ele lançou seu álbum de estreia Épico.

## Biografia
“Eu tinha uns 11 anos e meus companheiros (do time de futebol) me jogavam ritmos, eu tirava uma improvisação deles e foi assim que percebi que era apaixonado por isso. Meus pais tomaram como palco porque os pais querem que seus filhos sejam advogados, médicos e poucos aceitam que tenham sonhos como ser cantores. Mas eles aceitaram, graças a Deus estão super felizes e sou grato por não me faltar”.

Lunay sobre seu interesse musical para o El Vocero.
Lunay nasceu em Corozal, Porto Rico, em 4 de outubro de 2000. Seus pais são Jennifer Moreno e Máximo Osorio. Ele tem um irmão mais velho, uma irmã mais nova e uma meia-irmã. Atualmente está solteiro.  Desde criança, Lunay teve paixão pelo futebol, e foi por causa desse esporte que surgiu seu interesse pela música. Ele praticou esportes por volta dos onze e doze anos e esteve na "jornada do esporte" por um longo tempo, mas a música era mais satisfatória.

## Carreira
Aos 14 anos, Lunay começou a postar vídeos de freestyle rap no Facebook, que recebeu uma boa aceitação. Logo depois, ele se juntou à plataforma SoundCloud, onde postou pequenos projetos com seu primeiro nome, enquanto trabalhava na agência de modelos Likuid. A partir desse momento, Lunay se concentrou na indústria da música de uma maneira mais séria, sob seu primeiro nome, Jefnier Osorio, apresentou sua própria versão da canção Panda do rapper Desiigner, intitulada "Un Panda muy diferente".
Em 2017, lançou na plataforma de streaming a canção "Aparentas" junto com o colega freestyler Mvrio. A canção atraiu um grandes números de reproduções e atraiu o interesse dos produtores Chris Jeday e Gaby Music com quem assinou um contrato em 2018. Depois disso, ele decidiu usar Lunay como seu nome artístico, para torná-lo "algo mais claro" e comentou que o nome não tem um significado como tal. O contrato lhe permitiu participar de colaborações com cantores como Anuel AA e Ozuna em "A Solas" e "Luz Apaga", respectivamente. Alcançou maior repercussão musical com o lançamento da música "Soltera" em fevereiro de 2019, da qual posteriormente lançou um remix junto com Bad Bunny e Daddy Yankee.
No Latin American Music Awards de 2019, Lunay ganhou o prêmio de Novo Artista do Ano. Em 25 de outubro do mesmo ano, ele lançou seu álbum de estreia intitulado Épico pela gravadora Star Island, que contém colaborações com cantores como Anuel AA e Ozuna em "Aventura" e Wisin & Yandel em "Mi favorita". O álbum alcançou a posição #2 no Top Latin Albums e Latin Rhythm Albums da Billboard.

## Discografia
- Épico (2019)
- El Niño (2021)